# Popular music
La popular music - o musica popolare contemporanea - è una macrocategoria che include tutti i generi e le correnti nati e affermatisi all'interno dell'industria musicale, prodotta con logiche di distribuzione di massa e rivolto a un pubblico eterogeneo dal punto di vista socioculturale e incorpora in sé sia il mainstream che l'underground musicale.
In musicologia la popular music è spesso distinta dalla musica colta e dalla musica tradizionale, assieme alle quali, secondo Philip Tagg, forma un "triangolo assiomatico" di macrogeneri musicali.
| Cultura alta                                    | Cultura popolare cultura di massa, logiche di consumo                                 | Cultura popolare cultura di massa, logiche di consumo                   | Folclore                   |
| Musica colta avanguardia, concettuale, classica | Popular music                                                                         | Popular music                                                           | Musica tradizionale-etnica |
| Musica colta avanguardia, concettuale, classica | Rock collegato alla tradizione blues, controculturale, underground anche sperimentale | Pop mainstream di facile ascolto dipendente dall'industria discografica | Musica tradizionale-etnica |

## Definizione
(Simon Frith, L'industrializzazione della musica tratto da Enciclopedia della musica, vol. 1, 2001)

Il musicologo Allan Moore descrive la popular music come 
Per gli studiosi è complesso decidere entro quali parametri definire la popular music. Il musicologo Frans A. J. Birrer riassume in quattro categorie:
- 1) Normativo: che cataloga la popular music come un genere inferiore
- 2) Negativo: musica che non rientri nelle categorie di folk e "seria"
- 3) Sociologico: musica che identifica i diversi gruppi sociali
- 4) Tecnologica: musica in cui investe un ruolo importante il mercato di massa e l'industria dei mass-media

Secondo Richard Middleton e Peter Manuel invece tali categorie prese singolarmente sono insufficienti a definire la musica popolare, proponendo come parametri sia il lato della diffusione della musica tramite i media, sia la musica prodotta dall'alto o dal basso, analizzandole poi dal punto di vista del mercato.

### Origine del nome e distinzioni
Il termine popular music nacque negli anni venti ed era usato in senso molto ampio per riferirsi all'intero corpus della musica occidentale di massa, intesa come "di gradimento generale, diffuso" ("having popular appeal").
La necessità di riferirsi a un concetto ingombrante come popular music in termini comprensibili e comuni a tutti, ha generato un dibattito ancora aperto e una serie di espressioni, spesso usati erroneamente come sinonimi da studiosi e appassionati: musica leggera, commerciale, di massa, rock, pop. Una tale proliferazione di termini nasce probabilmente dall'esigenza di rendere al meglio nella lingua italiana la traduzione inglese di popular music. Sebbene si possano riscontrare casi in cui si è deciso di tradurre letteralmente dall'inglese popular music all'italiano musica popolare, molti studiosi accusano il termine "musica popolare" di creare confusione. In molti quindi preferiscono l'uso del termine "popular music" applicato alla lingua italiana.
La popular music non va confusa con la pop music (o musica pop), espressione che, pur condividendone le radici (infatti pop vale come contrazione di popular), viene «ormai acquisita come parola identificativa di un non ben identificabile sottoinsieme della musica popular, più facile e commerciale di altri», connotato da «uno stile di sicura presa sul pubblico e di facile consumo», che divenuta fenomeno di consumo di massa a partire dagli anni cinquanta del Novecento.
Dopo l'affermazione del rock and roll degli anni cinquanta, le correnti principali che costituiscono il macroinsieme musica popolare sono il pop e il rock. Questo ha creato frammentazione e specificazione del senso generale dell'espressione popular music si è prodotto all'incirca alla metà del XX secolo, nel momento in cui forme di musica ritenute tradizionalmente come meno "colte" si sono impossessate di uno status culturale più solido: il pop si è affermato come musica di facile ascolto e di intrattenimento su larga scala, mantenendo il senso originario di popular appeal e plasmando la sua struttura su logiche commerciali ben precise, mentre il rock, ereditando il portato anche sociale dell'eversione rock & roll, si è conquistata un'identità controculturale e underground.
L'espressione musica popolare è una traduzione letterale dell'inglese popular music, ma quest'ultima, riassumendo tra le tante definizioni datele, è concepibile come musica "fatta per la gente", creata cioè per essere accessibile a un numero quanto più grande possibile di persone con l'aiuto dei media. la seconda è invece musica "fatta dalla gente", di tradizione e generalmente a trasmissione orale. Con lo sviluppo in quest'ordine dell'editoria musicale, della radio e dell'industria discografica, il termine inglese popular music ha assunto significati autonomi rispetto alle forme musicali appartenenti alla musica popolare.
Un altro tentativo di traduzione è stato fatto con musica leggera, ma - in modo simile alle espressioni musica pop, musica commerciale e musica di consumo - non ricopre il significato di popular music in modo esauriente.

## Storia

### Musica tradizionale e musica "colta"
Prima dell'Ottocento, in Europa, le uniche correnti musicali concepite erano la musica popolare (oggi tradizionale, cioè precedente all'industria musicale) e la musica generalmente intesa oggi come "colta"; ciò mostra una netta divisione sociale e culturale tra il pubblico.

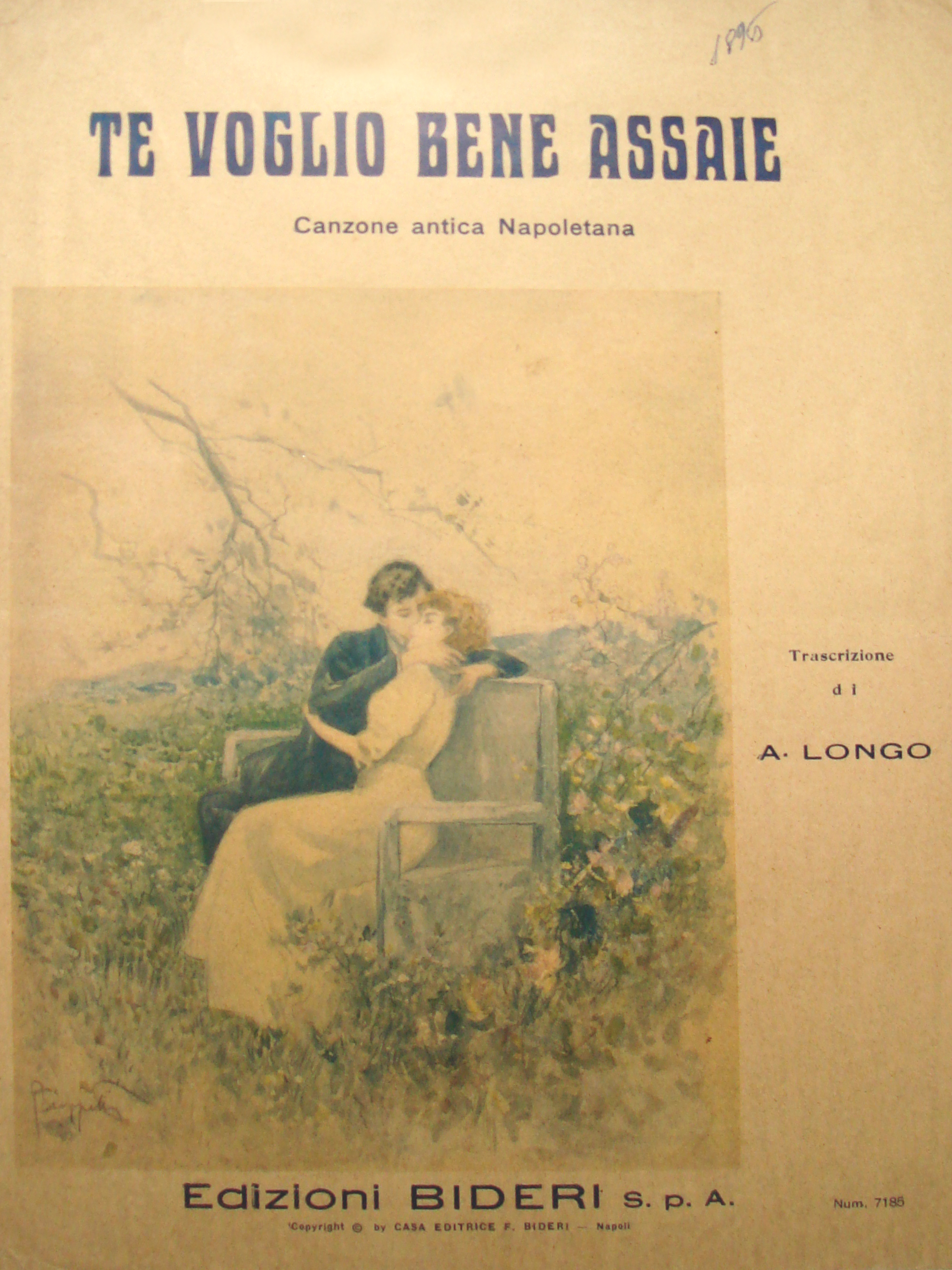
Spartito di Te voglio bene assaje, canzone partecipante alla prima edizione del festival di Piedigrotta

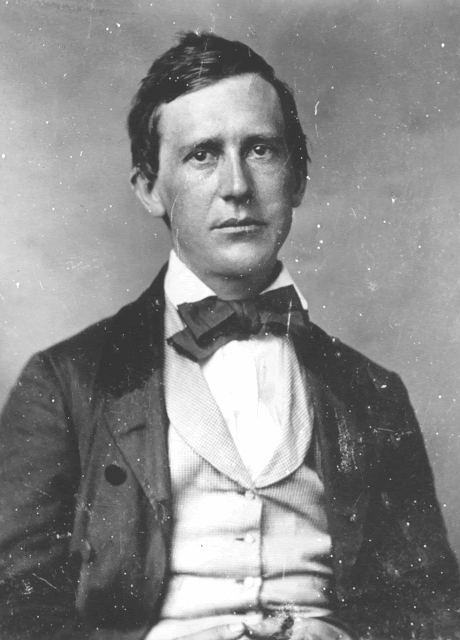
Stephen Foster, considerato il padre della musica americana

I compositori professionisti potevano lavorare solo su commissione di un'istituzione religiosa o alle dipendenze di una corte, mentre le composizioni di autori dilettanti o minori si potevano tradurre nelle cosiddette variazioni e reinterpretate dai compositori famosi (es. variazioni sul tema della follia, Variazioni Goldberg di Bach ecc.).
Tra il XVIII ed il XIX secolo, con l'ascesa della borghesia, i concerti vengono aperti ad un pubblico più ampio, e i compositori, per utilizzare un termine moderno, diventano dei "liberi professionisti", producendo composizioni anche per "uso domestico", cioè spartiti di facile reperibilità e a basso costo in modo che chiunque potesse suonare le musiche più popolari anche a casa propria. Esempi di questa tendenza si possono trovare nei lied tedeschi e nelle canzonette per pianoforte di Donizetti, due forme con una struttura comune a molti brani pop moderni. A questo si aggiunse poi sul finire del Settecento un notevole aumento di concerti di musica popolare nei "giardini di piacere, sale da ballo, teatri popolari e concerti da camera". Nasce infatti un'editoria che stampa spartiti musicali e che ne tutela il diritto di composizione (una prima forma del moderno diritto d'autore), ma non ancora di esecuzione. I primi esecutori di musica popolare collaborarono con l'industria dello spartito musicale per diffonderne i prodotti, sempre più persone si trovarono così coinvolte nella musica, partecipando a cori amatoriali, o all'attività delle orchestre.
Napoli intorno ai primi dell'Ottocento vide il fiorire di negozi e numerosi editori musicali (Guglielmo Cottrau, Fratelli Fabbricatore e Fratelli Clausetti, per citarne alcuni) che diedero l'avvio a quella che oggi viene chiamata l'epoca della canzone classica napoletana. Nel 1839 nacque così il primo concorso canoro di Piedigrotta.
Le canzoni proposte presentano caratteristiche tipiche della musica popolare partenopea ma in forma di arrangiamenti ed esecuzioni tali da sembrare arie d'opera lirica; le canzoni più di successo vengono stampate su fogli singoli detti copielle, contenenti testo e melodia, spesso diffuse dai "posteggiatori", musici vagabondi che suonavano le canzoni o in luoghi al chiuso o lungo le vie della città Con l'editoria degli spartiti venduti in massa (la canzone te voglio bene assaje vendette ben 180 000 copielle) nasce una prima forma di industria musicale.
Contemporaneamente, negli Stati Uniti, Stephen Foster, musicista autodidatta e compositore di ispirazione musicale europea, in particolare italiana e tedesca, mette in scena spettacoli goliardici parafrasando la musica folclorica americana nello stile dei neri, adottando un'orchestra di bianchi che facevano uso di strumenti quali violini, banjo e chitarre.

### Hillbilly, Race records e Tin Pan Alley

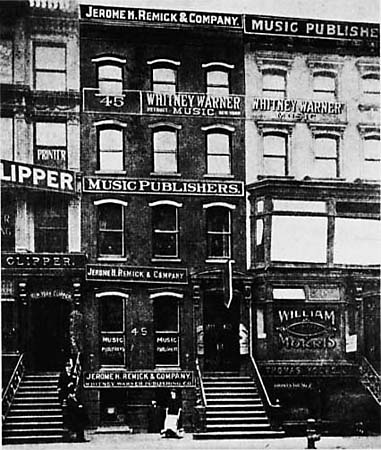
Editoriali di Tin Pan Alley nei pressi di Broadway.

Tra l'Ottocento e il Novecento la scena musicale si concentra nelle grandi città, a New York in particolare poiché gli editori spostano i propri uffici vicino ai teatri.
L'editoria newyorkese – e di conseguenza il genere di musica che viene da essa divulgata – viene soprannominata Tin Pan Alley da un noto giornalista del periodo; tra gli appartenenti a questa categoria nei primi anni si possono citare personaggi di spicco quali Cole Porter e George Gershwin, di estrazione classica ma fortemente influenzati dal nascente ragtime.
La musica tin pan alley domina i gusti degli americani, conquistando cospicui successi nelle vendite, su tutti il brano After the ball (1891) di Charles K. Harris supera i cinque milioni di spartiti venduti.
Nei primi del novecento il fonografo di Thomas Edison viene soppiantato dall'invenzione del grammofono da parte di Emile Berliner, in quanto il supporto utilizzato, il disco, è più resistente ai cambiamenti climatici e soprattutto è possibile farne delle copie, cosa che non era pensabile per il cilindro dell'americano; prende così piede l'industria discografica.
Nei primi decenni del nuovo secolo la categorizzazione discografica è così organizzata: la musica di tin pan alley, dal maggior successo; hillbilly, antenata della musica country, proveniente dalle campagne e di ispirazione principalmente irlandese e africana, riprende l'amalgama strumentale degli spettacoli comici di Stephen Foster; i cosiddetti "race records", la musica dei neri comprendente il ragtime, poi jazz e il blues.
La popular music nasce quindi con la commercializzazione discografica e editoriale della musica popolare.

### Innovazioni tecnologiche e dopoguerra
Con l'introduzione commerciale della radio (intorno agli anni venti) il copyright acquista anche il diritto di esecuzione e nascono due associazioni di editori: la ASCAP che si occupa di musica tin pan alley e la BMI che si occupa di musica nera e hillbilly.
Le associazioni in sostanza richiedono un pagamento alle radio per la trasmissione dei brani, queste ultime però, salassate dalle esose richieste degli editori newyorkesi, trasmettono solo canzoni registrate dalla BMI perché molto più economiche. Tin Pan Alley è in declino.
L'invenzione del microfono negli anni trenta porta i cantanti a sperimentare una nuova forma di canto, fino ad allora le esibizioni erano possibili solo con urli, voci molto alte e potenti, fischi o addirittura megafoni, con la nuova tecnologia invece è possibile anche solo "sussurrare", creare un'atmosfera più intima e confidenziale: nasce la figura del crooner; tra i maggiori esponenti troviamo Dean Martin, Frank Sinatra e Bing Crosby.
Dopo la seconda guerra mondiale le tecnologie prima utilizzate per lo spionaggio, soprattutto di provenienza tedesca, vengono utilizzate per migliorare la qualità delle registrazioni in studio.
la rivista billboard rinomina la categoria race records con rhythm & blues, definita così, oltre che per utilizzare un termine politicamente corretto, anche per definire un innovativo impatto ritmico, poi accresciuto ulteriormente in seguito all'introduzione del basso elettrico (1951).
Le major del tempo sono la Columbia e la RCA, la prima nel 1948 inventa e adotta il vinile 33 giri, più adatto per le registrazioni di musica colta, la seconda preferisce usare il formato 45 giri che diventa inizialmente il preferito per i brevi singoli di popular music.

### Look e consumismo
Il termine payola deriva dalla crasi delle parole inglesi "pay" (pagare) e "victrola" (una famosa marca di riproduttori sonori), nel mondo del business musicale è una pratica che consiste nella corruzione di un dj o di un direttore radiofonico da parte di società di edizioni (es. ASCAP, BMI, SIAE ecc.) o di etichette discografiche in cambio della messa in onda dei brani da loro licenziati.
Questa pratica da sempre in uso fin dalla nascita della radio commerciale non è stata ritenuta illegale fino al 1960 quando Alan Freed venne incriminato (a partire da un'operazione legale dell'ASCAP) per aver accettato $2.500 dalla BMI, somma che, stando alle dichiarazioni del disc jockey, voleva rappresentare un premio di gratitudine e che non lo avrebbe minimamente influenzato nella programmazione. Freed pagò la cauzione, ma lo scandalo distrusse tanto la sua carriera quanto quella di molti altri dj di rock & roll.
La nascita del bebop segna anche la presa di coscienza da parte degli afroamericani della loro centralità artistica e l'evoluzione della popular in un fenomeno culturale molto più vicino alla sociologia che alla musica.
Alla fine degli anni quaranta, i giovani neri che ascoltano bebop ci tengono a dare una particolare immagine di sé, immagine che riflette quella degli esecutori della loro musica preferita, indossano zoot suits cioè larghi abiti trafugati dai magazzini della marina militare e vengono chiamati zooties.

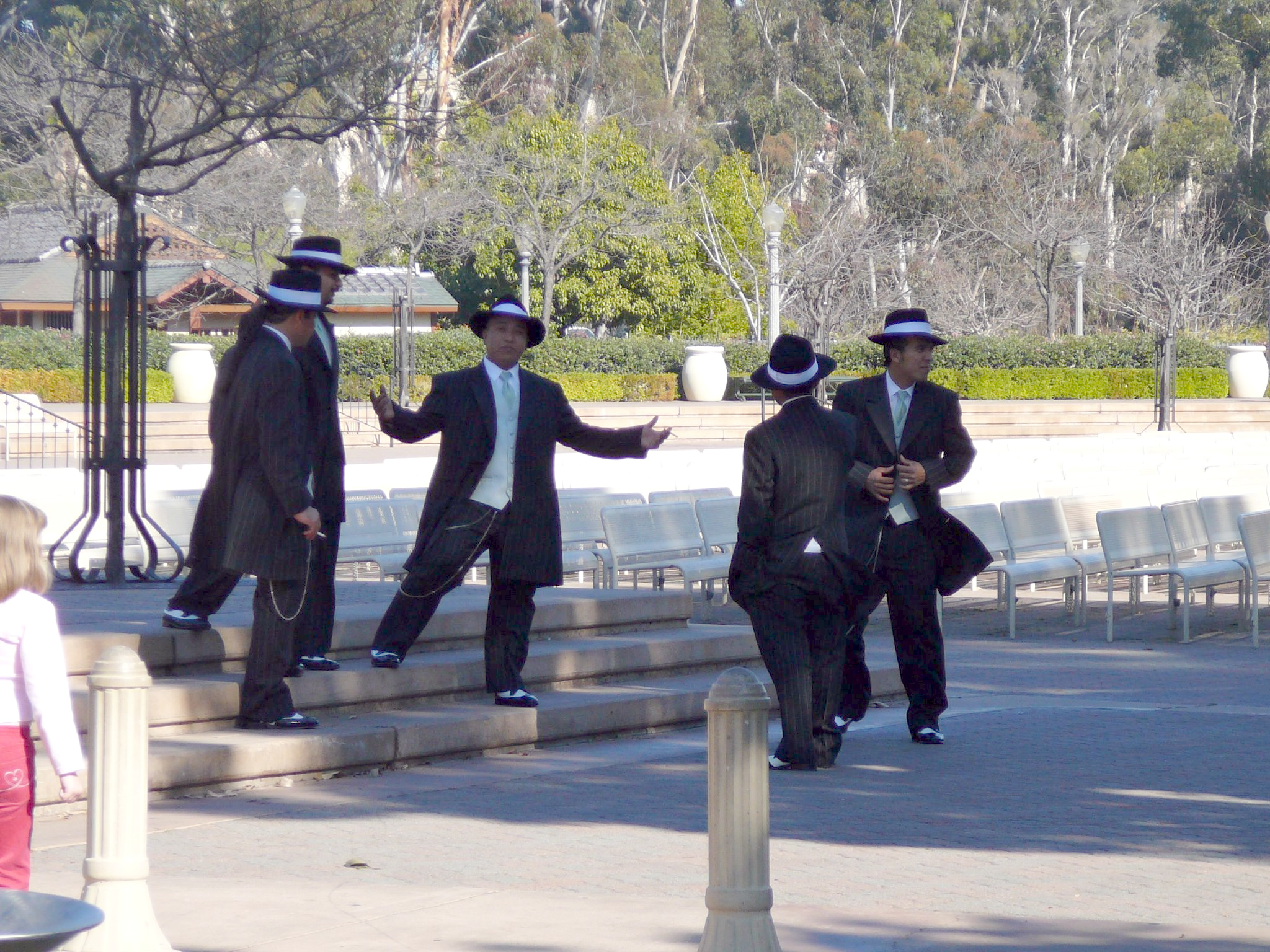
Moderni zooties.

Gli anni cinquanta segnano l'inizio del consumismo in ogni campo industriale: gli esperti di marketing e pubblicità vedono nel fenomeno dell'emancipazione giovanile terra fertile per i nuovi prodotti e il mercato discografico non è più solo legato alla musica dell'artista ma anche alla sua immagine, grazie soprattutto all'avvento della televisione.
Nel '51 il dj statunitense Alan Freed fonda il primo programma di musica r&b, "The Moondog House".
I critici sono discordanti sulla nascita del rock & roll: c'è chi dà la paternità del genere a Ike Turner con rocket 88 (1951), chi a Chuck Berry e T-Bone Walker che fanno della chitarra elettrica lo strumento principe, ma la maggior parte per convenzione fa risalire l'origine a Bill Haley & his comets con Rock Around the Clock che divenne un notevole successo nel 1955.
L'esplosione del rock & roll porta i media a congestionare questa nuova percezione della cultura giovanile nella figura di Elvis Presley che scandalizza l'America con le sue movenze sul palco; tra gli altri protagonisti del genere si possono citare Jerry Lee Lewis, Little Richard, Buddy Holly e Ritchie Valens, la morte di questi ultimi due in un incidente aereo nel 1959, l'allontanamento dalle scene di Elvis per il servizio militare, lo scandalo di incesto e bigamia in cui piombò Jerry Lee Lewis e soprattutto lo scandalo "payola" che si può interpretare come un attacco diretto e mirato alla musica rock per favorire il ritorno del perbenismo americano; tutti questi avvenimenti segnano la fine del rock & roll come fenomeno musicale e, almeno in superficie, culturale.
In Giamaica con Theophilus Beckford nasce lo ska.
Tra la fine del '50 e l'inizio dei '60 fa la sua apparizione nelle scene musicali e cinematografiche il primo personaggio costruito appositamente per soddisfare le richieste del pubblico dei teenager: Fabiano Anthony Forte detto Fabian. Questo periodo vede il ritorno in auge della musica sullo stile dei crooner (Paul Anka, Al Martino), dei gruppi vocali (The Supremes, The Isley Brothers) e strumentali (Shadows, Link Wray, Dick Dale, The Ventures).
I nuovi idoli sono giovani ben educati e dall'immagine pulita, soprattutto italoamericani dalla voce impostata e cristallina, figure ben lontane da personaggi come Eddie Cochran o Gene Vincent.
Si impone così un nuovo modello di successo per il mondo discografico, modello che viene prontamente adottato dal fondatore della prima etichetta discografica diretta completamente da afroamericani: la Motown Records di Berry Gordy.
L'intuizione vincente di Gordy è rendere la musica r&b ampiamente accettabile e fruibile da un pubblico più numeroso, per fare ciò si occupa personalmente della supervisione in ogni fase produttiva di ogni singolo, sviluppa un proprio sound e caratterizza ogni pezzo con un certo appeal, elimina la figura del manager, assume come vicepresidente e rappresentante l'amico Barney Ales, unico bianco dello staff, in modo da facilitare i rapporti con i distributori, impone ai suoi artisti una certa immagine pubblica facendo seguire loro i corsi della International Talent Management Incorporated su come comportarsi, parlare o persino fumare una sigaretta in modo accattivante.
In un ambiente a conduzione famigliare ma quasi dittatoriale per gli artisti, Gordy percepisce i gusti del pubblico bianco e i meccanismi del pop riuscendo a proiettare nella parte alta della classifica cantanti come Diana Ross, Marvin Gaye, Smokey Robinson, Stevie Wonder e i Jackson five, sperimentando una logica di "vendibilità della musica" che si paleserà negli anni a venire influenzando pesantemente le manovre commerciali delle grandi etichette discografiche.

### Mainstream e underground musicale
L'impressione che si può dare della storia della musica in generale e della storia del popular in particolare è comunque molto generica, sarebbe praticamente impossibile elencare e definire con precisione ogni periodo attraversato dalla musica moderna senza che si parli di mainstream e di underground musicale.
Per la musicologia infatti non è sempre facile tracciare una linea di demarcazione netta tra queste due correnti a causa di continui fraintendimenti dei termini e di accavallamenti stilistici, per esempio il termine rock inteso come "musica ribelle" e controculturale è successivo agli anni cinquanta, poiché in questo periodo il termine pop era essenzialmente sinonimo di rock and roll, infatti questa musica, per quanto già allora rivoluzionaria e selvaggia, all'epoca ne era l'anima commerciale.
Negli anni sessanta, il rock & roll è ormai superato e sostituito in popolarità dal beat, in questo periodo la popular music diventa più internazionale che mai grazie all'attenzione mediatica mondiale riservata ai Beatles e alla diffusione delle fanzine a loro dedicate.
Anche l'Italia dopo il 1955 (il primo pezzo rock and roll italiano è Coccinella di Ghigo Agosti) conosce la nuova e dilagante invasione anglosassone del beat (I Corvi, I Giganti, Equipe 84).
Il riff di You Really Got Me (1964) dei Kinks inventa virtualmente l'hard-rock.
Nella seconda metà dei '60 il pop conosce il bubblegum dei Monkees, Turtles e Ohio Express.
Il termine rock oggi può essere inteso sia come "musica alternativa" che come "caratteristica aggressiva", quest'ultima definizione ha dato origine alla denominazione di generi che con la cultura alternativa non c'entrano niente, per esempio all'ossimoro ideologico del genere pop/rock.
È dunque in questo periodo, con l'intromissione del rock, che avviene la scissione semantica tra i termini pop e popular, in quanto la popular music assume anche un'identità culturale rilevante e l'attenzione della critica specializzata.
Se il beat inglese di metà anni sessanta costituisce il lato mainstream, la musica di tendenza stimolata dai media e dall'industria discografica, in reazione al consumismo del decennio precedente e in linea con il germe anticonformista del rock & roll inizia a formarsi nella popular music anche una sottocultura che da un lato lega alla musica tematiche dal forte impatto sociale pescando dal linguaggio della musica folk (contemporary folk music), con Bob Dylan, Pete Seeger e Woody Guthrie che fanno del "messaggio" un punto di forza, da un altro lato va incontro a una ricerca tecnica e stilistica ribelle e provocatoria o più semplicemente alternativa con gruppi e artisti come Fugs, Standells (a questi due in particolare si deve lo sviluppo dell'ideologia controculturale, dando di fatto alla luce il rock inteso come musica ribelle).

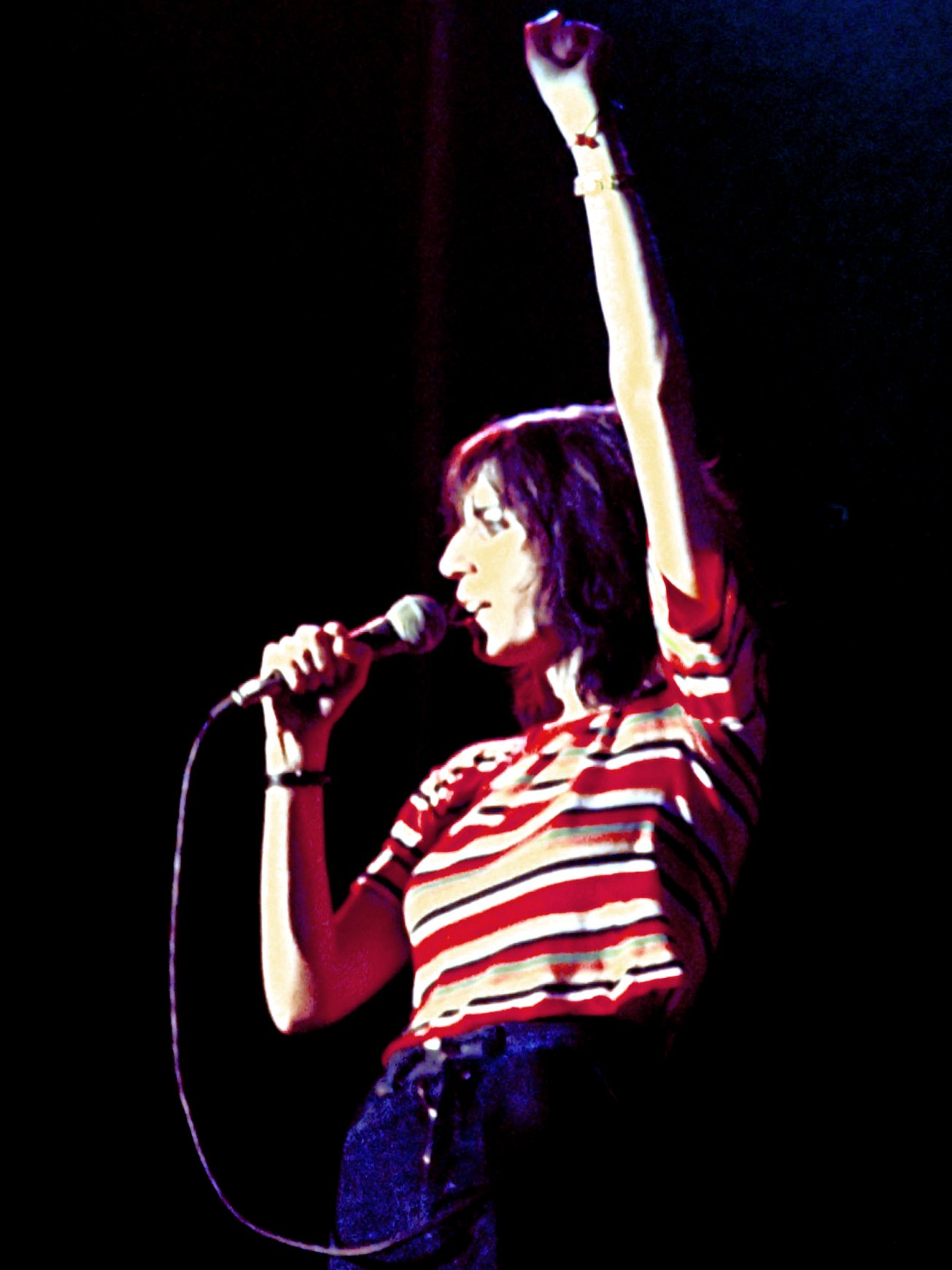
Patti Smith debutta nel 1975 con Horses,

Gli idoli dell'epoca sono musicisti sempre più impegnati in composizioni che abbandonano la struttura tradizionale della canzone di Tin Pan Alley: i Velvet Underground di Lou Reed compongono raffinate suite di musica rumoristica mentre il virtuoso della chitarra Frank Zappa si occupa di collage di suoni e lunghe suite strumentali., Jimi Hendrix inventa nuovi tecniche e stili per la chitarra elettrica, e gruppi come Pink Floyd, The Doors e Grateful Dead, tra i massimi esponenti del rock psichedelico, sono artefici di lunghe jam sessions con brusche dissonanze. Don Van Vliet, in arte Captain Beefheart, ispirato dal free jazz, è autore di composizioni con armonie politonali nell'album Trout Mask Replica.
In quegli anni prende piede la controcultura hippie legata alla musica psichedelica, agli allucinogeni come simboli di una nuova presa di coscienza, alla protesta e alla rivoluzione sessuale, che culminerà con la cosiddetta Summer of Love del '67.
I Led Zeppelin sono il primo gruppo il cui successo di massa non dipende dalla programmazione radiofonica dei singoli, in più lanciano l'hard rock e definiscono l'LP come mezzo più adeguato per il rock.
I Black Sabbath, invece, si impongono come antesignani del metal e delle sue future evoluzioni.
Intanto prende forma la cultura Glam, corrente che valorizza, quasi estremizzandolo, l'impatto visivo dell'artista (T. Rex e New York Dolls).
La ricercatezza tecnica proseguirà con il già citato progressive rock, che troverà una sua età dell'oro anche in Italia.
In Germania con gruppi come Can, Kraftwerk, Tangerine Dream e poi in America con i Suicide si definisce la musica elettronica in senso moderno e l'hip hop diventa popolare grazie al dj giamaicano Clive Campbell.
In reazione al progressive e conseguentemente alla diffusione di un dilagante nichilismo nato dalle ceneri del movimento hippie, nella metà degli anni settanta esplode e si consuma il movimento punk, originato musicalmente da un'estremizzazione del garage, che ritorna a fare del messaggio e del linguaggio il suo punto di forza insieme alla velocità e alla linearità delle esecuzione con gruppi come Ramones, Clash, Sex Pistols, Pop Group, Damned e Cramps, ma poche delle band citate riusciranno poi a evolvere ulteriormente il punk verso qualcosa di veramente nuovo, cosa che avverrà invece negli Stati Uniti con la new wave dei Pere Ubu, Devo, Talking Heads, Television, in Inghilterra con Ultravox, Gang of Four e Joy Division, mentre i Roxy Music insieme a Smiths e Simple Minds contribuiranno a influenzare l'onda new romantic poi portata al successo da Spandau Ballet e Duran Duran.
Mammagamma (1982) degli Alan Parsons Project è il primo brano suonato interamente da un computer, confermando così l'inizio dell'era della musica digitale.
Siouxsie and the Banshees fanno prendere forma al movimento dark che influenzerà gruppi come Cure e Bauhaus.
Brian Eno, ex Roxy Music, porta alla luce la no wave di Lydia Lunch e Arto Lindsay, movimento sostenuto anche dagli australiani Birthday Party di Nick Cave, derivante dal punk e caratterizzato dal rifiuto delle convenzioni imposte dalla musica pop.
Si può notare che questo periodo è ricchissimo di varie correnti musicali e band legate a etichette discografiche indipendenti, questo grazie a una rivoluzione auto-editoriale ("do it yourself") lanciata dal punk, questa tendenza in ambito musicale nei primi anni ottanta crea molta confusione tra ciò che può essere definito pop e ciò che può essere definito rock (si veda anche la popolarità mainstream acquisita dal metal) si specifica infatti che questa spaccatura culturale all'interno della musica occidentale non è assolutamente netta ma generalmente individuabile, comunque la popular music conosce in definitiva le caratteristiche principali delle proprie correnti mainstream e underground, identifica cioè una corrente relativamente impopolare e ricercata che ne influenza una popolare e di tendenza con nuovi elementi tecnici, stilistici e ideologici.

### I video musicali e Internet
Il video si accosta alla musica fin dalla nascita del cinema sonoro ma l'importanza comunicativa che ha l'immagine dell'artista si comprende appieno solo negli anni cinquanta con le riprese dei concerti dei musicisti rock & roll. Il video musicale può essere quindi considerato un incentivo espressivo notevole per gli artisti, si pensi ad esempio alle sperimentazioni musicali/visuali degli anni sessanta oppure ai Devo che li usano per diffondere la loro teoria della "devo-luzione", i Pink Floyd li hanno usati ampiamente nel corso dei loro tour e sono un elemento essenziale per il gruppo Residents.
Ma l'idea vera e propria di uno sfruttamento commerciale "di massa" arriva negli anni ottanta.
Mtv (prima messa in onda 1981) e network simili dalla metà degli anni ottanta si affermano come un ulteriore mezzo divulgativo e una notevole opportunità di acquisire visibilità e popolarità, le trasmissioni video portano anche a una suddivisione commerciale dei generi per venire incontro ai gusti di più persone, in particolare dei giovani, questo perché appunto la tv si rivolge a un pubblico sempre più vasto e per funzionare deve poter agire su più target.
Ovviamente la necessità di audience e la presenza dell'aspetto visuale porta i network a favorire un certo tipo di band o di solista piuttosto che un altro, nascono le boy band (Take That, *NSYNC) e le girl band (Spice Girls, Destiny's Child) gruppi vocali la cui immagine gioca un ruolo fondamentale.
In questo periodo le major escono dalla crisi in cui si erano trovate dopo l'esplosione delle etichette indipendenti, ma negli anni novanta si trovano ad affrontare un altro fenomeno che piegherà la curva delle vendite discografiche.
Internet è un'altra notevole innovazione per quanto riguarda la diffusione della musica, ma in modo diverso rispetto alla radio o alla televisione, infatti il fruitore diventa un ascoltatore attivo, cioè gli viene data la possibilità di venire a conoscenza di un parco molto più ampio di generi musicali e soprattutto di scegliersi la "propria" musica, perché in internet non esiste necessariamente la logica del target mediatico, ogni utente può scegliere cosa ascoltare quando vuole, non deve cioè seguire una programmazione obbligata e le varie correnti musicali vengono generalizzate in minor misura. Si sviluppa anche una sorta di passaparola virtuale, simile a ciò che avveniva negli anni sessanta, e un ritorno dell'indie, tutto questo ha portato lo sviluppo di una nuova corrente denominata New Weird America e di fatto all'abolizione, o comunque all'attenuazione, della figura del divo, poiché vi è una sorta di ridistribuzione dei fan e divisione in più movimenti culturali.
Siti come Myspace e YouTube permettono a chiunque di diffondere la propria musica nel web gratuitamente, ciò ha fatto la fortuna di molte band, come ad esempio Arctic Monkeys, Cansei de Ser Sexy e Ok Go.